# مهرداد صدری
مهرداد صدری (۱۳۹۸–۱۳۲۳)، نقاش و مجسمه‌ساز ایرانی بود که چهار دهه از عمر خود را در اتریش زندگی کرد. در خرداد ۱۳۹۴، مجموعه آثار این هنرمند با عنوان «در بودن با خویشتن و جهان» در موزهٔ هنرهای معاصر تهران به نمایش گذاشته شد. آثار مهرداد صدری در بسیاری از موزه‌ها و مجموعه‌های خصوصی در سراسر جهان نگهداری می‌شوند. وی فارغ‌التحصیل رشته هنرهای تزئینی و نساجی از دانشگاه هنرهای کاربردی وین بود. آثار مهرداد صدری در کشورهای مختلفی جهان از جمله تهران، اتریش، جمهوری چکسلواکی، سوییس، ایتالیا، آمریکا، آلمان، ژاپن و لهستان به نمایش درآمده است. در آثار مهرداد صدری؛ جزئیات انسان و اشیاء از بافت‌شان بیرون آمده و با ایجاد تغییراتی در ابعاد آن‌ها به گونه‌ای متفاوت با یکدیگر مرتبط شده‌اند. چنین روندی قالب فرم را از میان برداشته و همزمان مسیری را برای هنرمند می‌گشاید تا بتواند آنچه در ذهن خود دارد را تعبیر کند که در آن پیشینه هنر ایرانی با تاریخچه کهن و فرهنگ غنی پنهان نیست و آثار خود را با نقاشی - شعر لطیف و خلاقیت با رنگ‌هایی تلفیقی و زنده به وجود می‌آورد.